# Saint-Marcel-Campes
Saint-Marcel-Campes est une commune française située dans le nord-ouest du département du Tarn, en région Occitanie. Sur le plan historique et culturel, la commune est dans le Ségala, un territoire s'étendant sur les départements du Tarn et de l'Aveyron, constitué de longs plateaux schisteux, morcelés d'étroites vallées.
Exposée à un climat océanique altéré, elle est drainée par le Cérou, le ruisseau de Vaour et par divers autres petits cours d'eau. La commune possède un patrimoine naturel remarquable composé de deux zones naturelles d'intérêt écologique, faunistique et floristique.
Saint-Marcel-Campes est une commune rurale qui compte 230 habitants en 2022, après avoir connu un pic de population de 454 habitants en 1806. .

## Géographie

### Communes limitrophes
Les communes limitrophes sont  Bournazel, Cordes-sur-Ciel, Lacapelle-Ségalar, Laparrouquial, Le Ségur, Livers-Cazelles et Salles.
|                 | Lacapelle-Ségalar   | Laparrouquial |
| Bournazel       | Saint-Marcel-Campes | Le Ségur      |
| Cordes-sur-Ciel | Livers-Cazelles     | Salles        |

### Hydrographie
La commune est dans le bassin de la Garonne, au sein du bassin hydrographique Adour-Garonne. Elle est drainée par le Cérou, le ruisseau de Vaour, le ruisseau de Lizert, le ruisseau de Magot et par divers petits cours d'eau, qui constituent un réseau hydrographique de 24 km de longueur totale,.
Le Cérou, d'une longueur totale de 87,1 km, prend sa source dans la commune de Saint-Jean-Delnous et s'écoule d'est en ouest. Il traverse la commune et se jette dans l'Aveyron à Varen, après avoir traversé 23 communes.

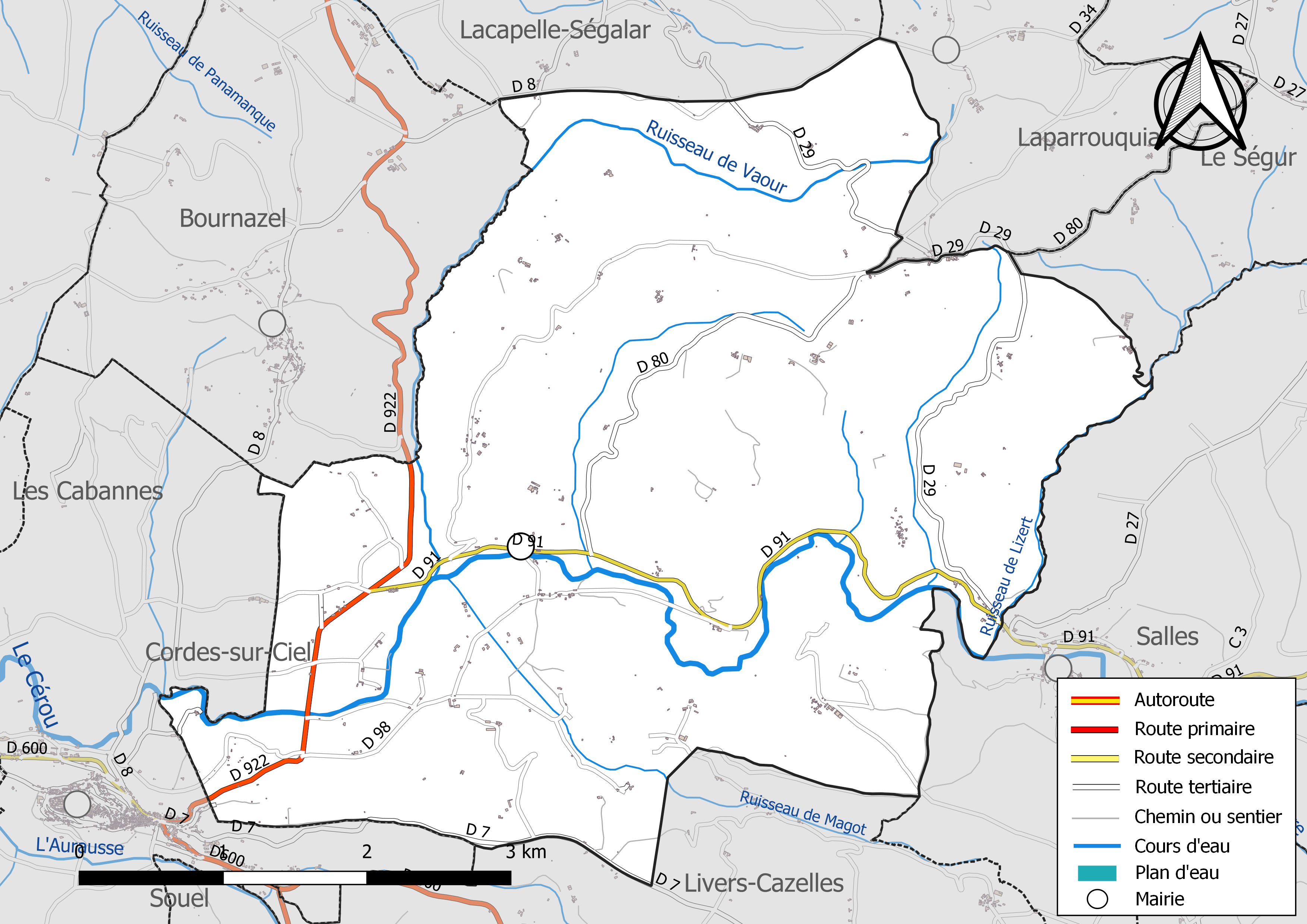
Réseaux hydrographique et routier de Saint-Marcel-Campes.

### Climat
Pour des articles plus généraux, voir Climat de l'Occitanie et Climat du Tarn.
En 2010, le climat de la commune est de type climat du Bassin du Sud-Ouest, selon une étude du Centre national de la recherche scientifique s'appuyant sur une série de données couvrant la période 1971-2000. En 2020, Météo-France publie une typologie des climats de la France métropolitaine dans laquelle la commune est exposée à un climat océanique altéré et est dans la région climatique Aquitaine, Gascogne, caractérisée par une pluviométrie abondante au printemps, modérée en automne, un faible ensoleillement au printemps, un été chaud (19,5 °C), des vents faibles, des brouillards fréquents en automne et en hiver et des orages fréquents en été (15 à 20 jours).
Pour la période 1971-2000, la température annuelle moyenne est de 12,9 °C, avec une amplitude thermique annuelle de 16 °C. Le cumul annuel moyen de précipitations est de 840 mm, avec 10,8 jours de précipitations en janvier et 5,3 jours en juillet. Pour la période 1991-2020, la température moyenne annuelle observée sur la station météorologique de Météo-France la plus proche, « Albi », sur la commune du Sequestre à 20 km à vol d'oiseau, est de 13,8 °C et le cumul annuel moyen de précipitations est de 733,9 mm. 
La température maximale relevée sur cette station est de 42,3 °C, atteinte le 23 août 2023 ; la température minimale est de −20,4 °C, atteinte le 16 janvier 1985,,.
Les paramètres climatiques de la commune ont été estimés pour le milieu du siècle (2041-2070) selon différents scénarios d'émission de gaz à effet de serre à partir des nouvelles projections climatiques de référence DRIAS-2020. Ils sont consultables sur un site dédié publié par Météo-France en novembre 2022.

### Milieux naturels et biodiversité

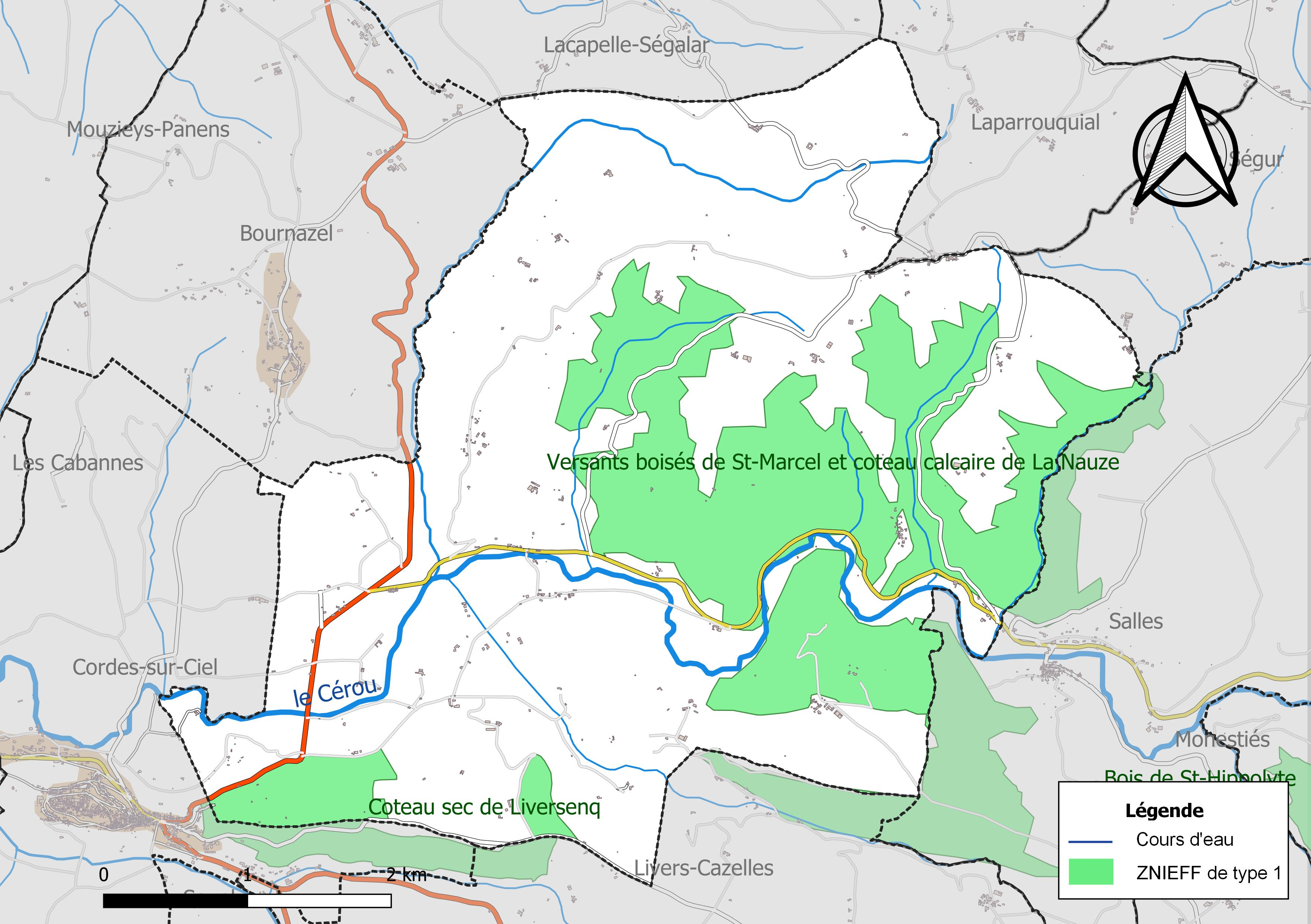
Carte des ZNIEFF de type 1 localisées sur la commune.

L’inventaire des zones naturelles d'intérêt écologique, faunistique et floristique (ZNIEFF) a pour objectif de réaliser une couverture des zones les plus intéressantes sur le plan écologique, essentiellement dans la perspective d’améliorer la connaissance du patrimoine naturel national et de fournir aux différents décideurs un outil d’aide à la prise en compte de l’environnement dans l’aménagement du territoire.
Deux ZNIEFF de type 1 sont recensées sur la commune :
le « coteau sec de Liversenq » (115 ha), couvrant 3 communes du département, et 
les « versants boisés de St-Marcel et coteau calcaire de la Nauze » (729 ha), couvrant 4 communes du département.

## Urbanisme

### Typologie
Au 1er janvier 2024, Saint-Marcel-Campes est catégorisée commune rurale à habitat très dispersé, selon la nouvelle grille communale de densité à sept niveaux définie par l'Insee en 2022.
Elle est située hors unité urbaine et hors attraction des villes,.

### Occupation des sols
L'occupation des sols de la commune, telle qu'elle ressort de la base de données européenne d’occupation biophysique des sols Corine Land Cover (CLC), est marquée par l'importance des territoires agricoles (58,1 % en 2018), une proportion identique à celle de 1990 (58,1 %). La répartition détaillée en 2018 est la suivante : 
forêts (36 %), zones agricoles hétérogènes (23,7 %), terres arables (20,8 %), prairies (13,6 %), milieux à végétation arbustive et/ou herbacée (6 %). L'évolution de l’occupation des sols de la commune et de ses infrastructures peut être observée sur les différentes représentations cartographiques du territoire : la carte de Cassini (XVIIIe siècle), la carte d'état-major (1820-1866) et les cartes ou photos aériennes de l'IGN pour la période actuelle (1950 à aujourd'hui).

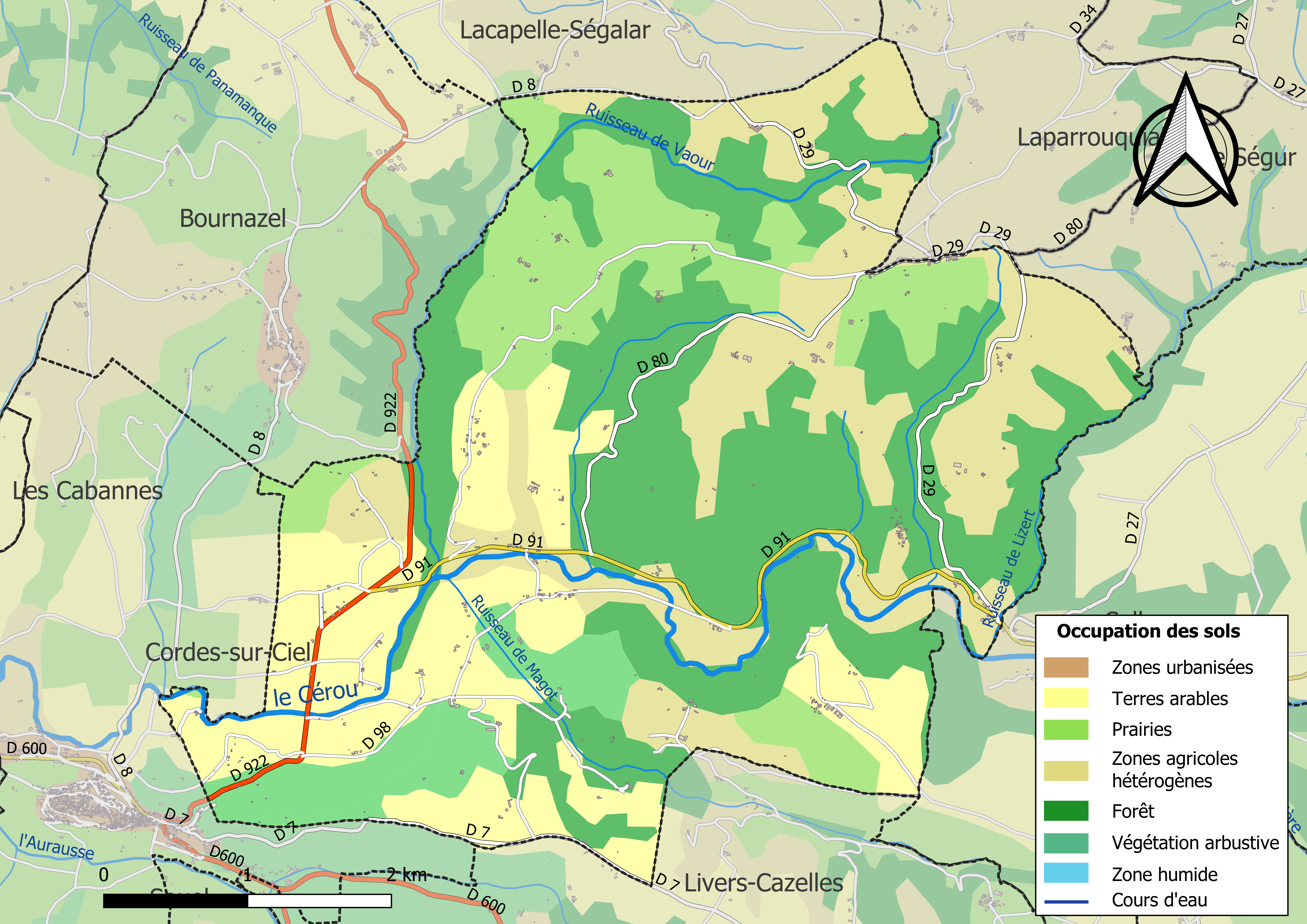
Carte des infrastructures et de l'occupation des sols de la commune en 2018 (CLC).

### Risques majeurs
Le territoire de la commune de Saint-Marcel-Campes est vulnérable à différents aléas naturels : météorologiques (tempête, orage, neige, grand froid, canicule ou sécheresse), inondations, feux de forêts, mouvements de terrains et séisme (sismicité très faible). Il est également exposé à deux risques technologiques, le transport de matières dangereuses et la rupture d'un barrage, et à un risque particulier : le risque de radon. Un site publié par le BRGM permet d'évaluer simplement et rapidement les risques d'un bien localisé soit par son adresse soit par le numéro de sa parcelle.

#### Risques naturels
Certaines parties du territoire communal sont susceptibles d’être affectées par le risque d’inondation par débordement de cours d'eau, notamment le Cérou. La cartographie des zones inondables en ex-Midi-Pyrénées réalisée dans le cadre du XIe Contrat de plan État-région, visant à informer les citoyens et les décideurs sur le risque d’inondation, est accessible sur le site de la DREAL Occitanie. La commune a été reconnue en état de catastrophe naturelle au titre des dommages causés par les inondations et coulées de boue survenues en 1982, 1992, 1994, 2003, 2006, 2009, 2015 et 2021,.
Saint-Marcel-Campes est exposée au risque de feu de forêt. En 2022, il n'existe pas de Plan de Prévention des Risques incendie de forêt (PPRif). Le débroussaillement aux abords des maisons constitue l’une des meilleures protections pour les particuliers contre le feu,.

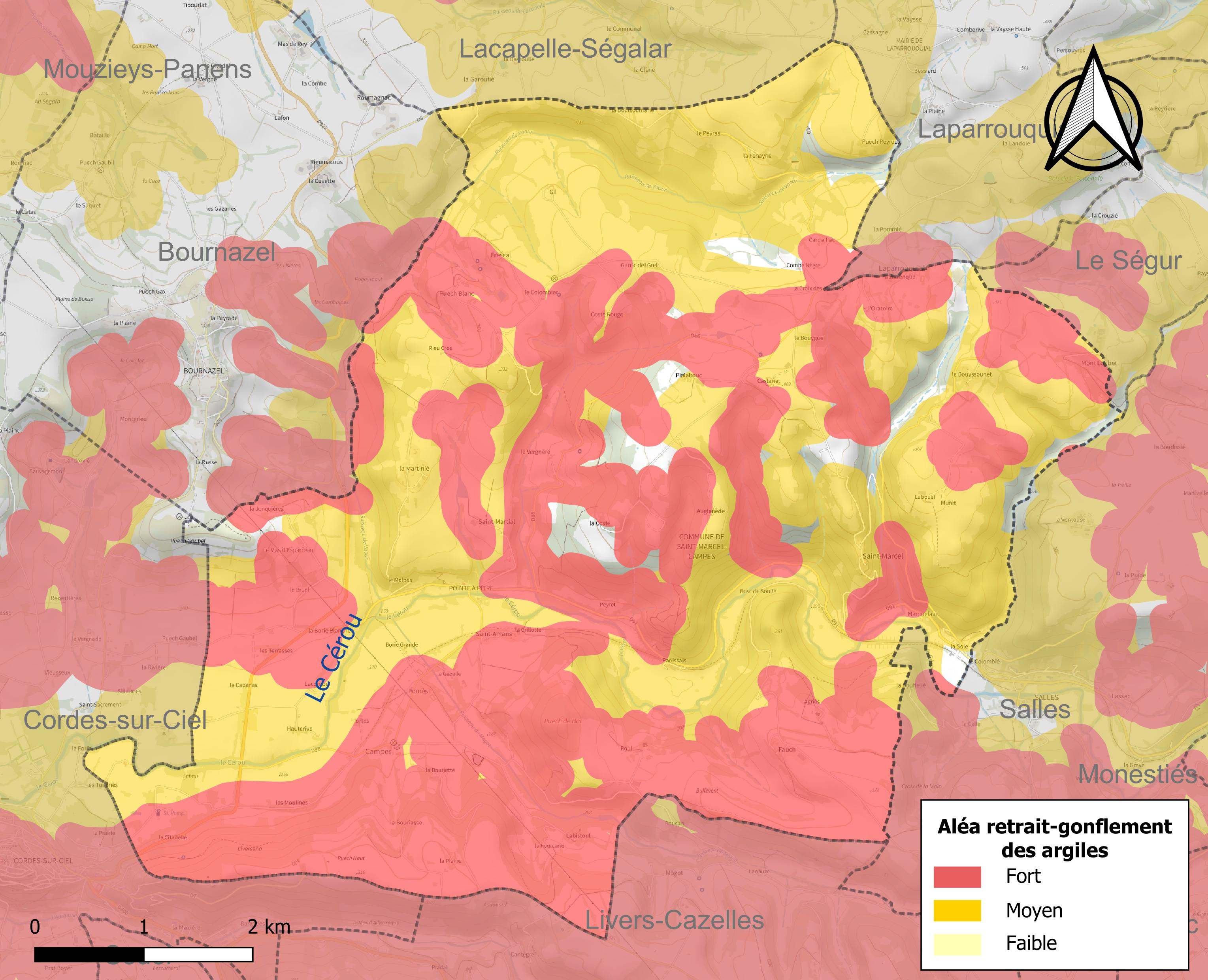
Carte des zones d'aléa retrait-gonflement des sols argileux de Saint-Marcel-Campes.

La commune est vulnérable au risque de mouvements de terrains constitué principalement du retrait-gonflement des sols argileux. Cet aléa est susceptible d'engendrer des dommages importants aux bâtiments en cas d’alternance de périodes de sécheresse et de pluie. 95,5 % de la superficie communale est en aléa moyen ou fort (76,3 % au niveau départemental et 48,5 % au niveau national). Sur les 167 bâtiments dénombrés sur la commune en 2019, 164 sont en aléa moyen ou fort, soit 98 %, à comparer aux 90 % au niveau départemental et 54 % au niveau national. Une cartographie de l'exposition du territoire national au retrait gonflement des sols argileux est disponible sur le site du BRGM,.
Par ailleurs, afin de mieux appréhender le risque d’affaissement de terrain, l'inventaire national des cavités souterraines permet de localiser celles situées sur la commune.

#### Risques technologiques
Le risque de transport de matières dangereuses sur la commune est lié à sa traversée par des infrastructures routières ou ferroviaires importantes ou la présence d'une canalisation de transport d'hydrocarbures. Un accident se produisant sur de telles infrastructures est susceptible d’avoir des effets graves sur les biens, les personnes ou l'environnement, selon la nature du matériau transporté. Des dispositions d’urbanisme peuvent être préconisées en conséquence.
La commune est en outre située en aval d'un barrage de classe A. À ce titre elle est susceptible d’être touchée par l’onde de submersion consécutive à la rupture de cet ouvrage.

#### Risque particulier
Dans plusieurs parties du territoire national, le radon, accumulé dans certains logements ou autres locaux, peut constituer une source significative d’exposition de la population aux rayonnements ionisants. Certaines communes du département sont concernées par le risque radon à un niveau plus ou moins élevé. Selon la classification de 2018, la commune de Saint-Marcel-Campes est classée en zone 3, à savoir zone à potentiel radon significatif.

## Politique et administration
| Période                                  | Période   | Identité            | Étiquette | Qualité |
| ---------------------------------------- | --------- | ------------------- | --------- | ------- |
| mars 2001                                | mars 2008 | Bernard Cotte       |           |         |
| mars 2008                                | 2019      | Jean-Pierre Marteau |           |         |
| Les données manquantes sont à compléter. |           |                     |           |         |

## Démographie
L'évolution du nombre d'habitants est connue à travers les recensements de la population effectués dans la commune depuis 1793. Pour les communes de moins de 10 000 habitants, une enquête de recensement portant sur toute la population est réalisée tous les cinq ans, les populations de référence des années intermédiaires étant quant à elles estimées par interpolation ou extrapolation. Pour la commune, le premier recensement exhaustif entrant dans le cadre du nouveau dispositif a été réalisé en 2007.

En 2022, la commune comptait 230 habitants, en évolution de +10,58 % par rapport à 2016 (Tarn : +2,52 %, France hors Mayotte : +2,11 %).
| 1793 | 1800 | 1806 | 1821 | 1831 | 1836 | 1841 | 1846 | 1851 |
| ---- | ---- | ---- | ---- | ---- | ---- | ---- | ---- | ---- |
| 396  | 306  | 454  | 278  | 311  | 328  | 348  | 376  | 385  |

| 1856 | 1861 | 1866 | 1872 | 1876 | 1881 | 1886 | 1891 | 1896 |
| ---- | ---- | ---- | ---- | ---- | ---- | ---- | ---- | ---- |
| 403  | 394  | 381  | 386  | 381  | 407  | 391  | 363  | 332  |

| 1901 | 1906 | 1911 | 1921 | 1926 | 1931 | 1936 | 1946 | 1954 |
| ---- | ---- | ---- | ---- | ---- | ---- | ---- | ---- | ---- |
| 314  | 267  | 282  | 254  | 241  | 237  | 229  | 213  | 209  |

| 1962 | 1968 | 1975 | 1982 | 1990 | 1999 | 2006 | 2007 | 2012 |
| ---- | ---- | ---- | ---- | ---- | ---- | ---- | ---- | ---- |
| 192  | 148  | 234  | 231  | 244  | 222  | 240  | 242  | 221  |

| 2017 | 2022 | - | - | - | - | - | - | - |
| ---- | ---- | - | - | - | - | - | - | - |
| 210  | 230  | - | - | - | - | - | - | - |

## Économie

### Revenus
En 2018, la commune compte 98 ménages fiscaux, regroupant 211 personnes. La médiane du revenu disponible par unité de consommation est de 21 060 € (20 400 € dans le département).

### Emploi
|                | 2008  | 2013  | 2018  |
| -------------- | ----- | ----- | ----- |
| Commune        | 9,7 % | 5,1 % | 8,3 % |
| Département    | 8,2 % | 9,9 % | 10 %  |
| France entière | 8,3 % | 10 %  | 10 %  |

En 2018, la population âgée de 15 à 64 ans s'élève à 121 personnes, parmi lesquelles on compte 66,7 % d'actifs (58,3 % ayant un emploi et 8,3 % de chômeurs) et 33,3 % d'inactifs,. En  2018, le taux de chômage communal (au sens du recensement) des 15-64 ans est inférieur à celui de la France et du département, alors qu'en 2008 la situation était inverse.
La commune est hors attraction des villes,. Elle compte 42 emplois en 2018, contre 51 en 2013 et 53 en 2008. Le nombre d'actifs ayant un emploi résidant dans la commune est de 73, soit un indicateur de concentration d'emploi de 58,2 % et un taux d'activité parmi les 15 ans ou plus de 42,3 %.
Sur ces 73 actifs de 15 ans ou plus ayant un emploi, 30 travaillent dans la commune, soit 42 % des habitants. Pour se rendre au travail, 66,7 % des habitants utilisent un véhicule personnel ou de fonction à quatre roues, 2,8 % les transports en commun, 22,2 % s'y rendent en deux-roues, à vélo ou à pied et 8,3 % n'ont pas besoin de transport (travail au domicile).

### Activités hors agriculture
17 établissements sont implantés  à Saint-Marcel-Campes au 31 décembre 2019.
Le secteur du commerce de gros et de détail, des transports, de l'hébergement et de la restauration est prépondérant sur la commune puisqu'il représente 29,4 % du nombre total d'établissements de la commune (5 sur les 17 entreprises implantées  à Saint-Marcel-Campes), contre 26,7 % au niveau départemental.

### Agriculture
La commune est dans le Segala, une petite région agricole située dans le nord-est du département du Tarn. C’est la relative pauvreté du sol de cette région où ne poussait jadis que le seigle qui a donné son nom à cette aire géographique. Situé en moyenne altitude, le Ségala s’étend sur des territoires vallonnés et riches en schiste. En 2020, l'orientation technico-économique de l'agriculture  sur la commune est l'élevage de bovins, pour la viande.
|               | 1988  | 2000 | 2010 | 2020 |
| ------------- | ----- | ---- | ---- | ---- |
| Exploitations | 30    | 19   | 14   | 16   |
| SAU (ha)      | 1 016 | 888  | 806  | 843  |

Le nombre d'exploitations agricoles en activité et ayant leur siège dans la commune est passé de 30 lors du recensement agricole de 1988  à 19 en 2000 puis à 14 en 2010 et enfin à 16 en 2020, soit une baisse de 47 % en 32 ans. Le même mouvement est observé à l'échelle du département qui a perdu pendant cette période 58 % de ses exploitations,. La surface agricole utilisée sur la commune a également diminué, passant de 1 016 ha en 1988 à 843 ha en 2020. Parallèlement la surface agricole utilisée moyenne par exploitation a augmenté, passant de 34 à 53 ha.

## Culture locale et patrimoine

### Lieux et monuments
- Le château Labistoul.
- Église de la Nativité de Campes. L'édifice a été inscrit au titre des monuments historiques en 1930[36]. Plusieurs objets sont référencés dans la base Palissy (voir les notices liées)[36].
- Église Saint-Michel de Saint-Marcel-Campes. L'édifice a été inscrit au titre des monuments historiques en 1970[37].
- Chapelle orthodoxe Saint-Séraphim-de-Sarov de Saint-Marcel[38],[39].
- Chapelle Saint-Martial de Cérat de Saint-Martial.

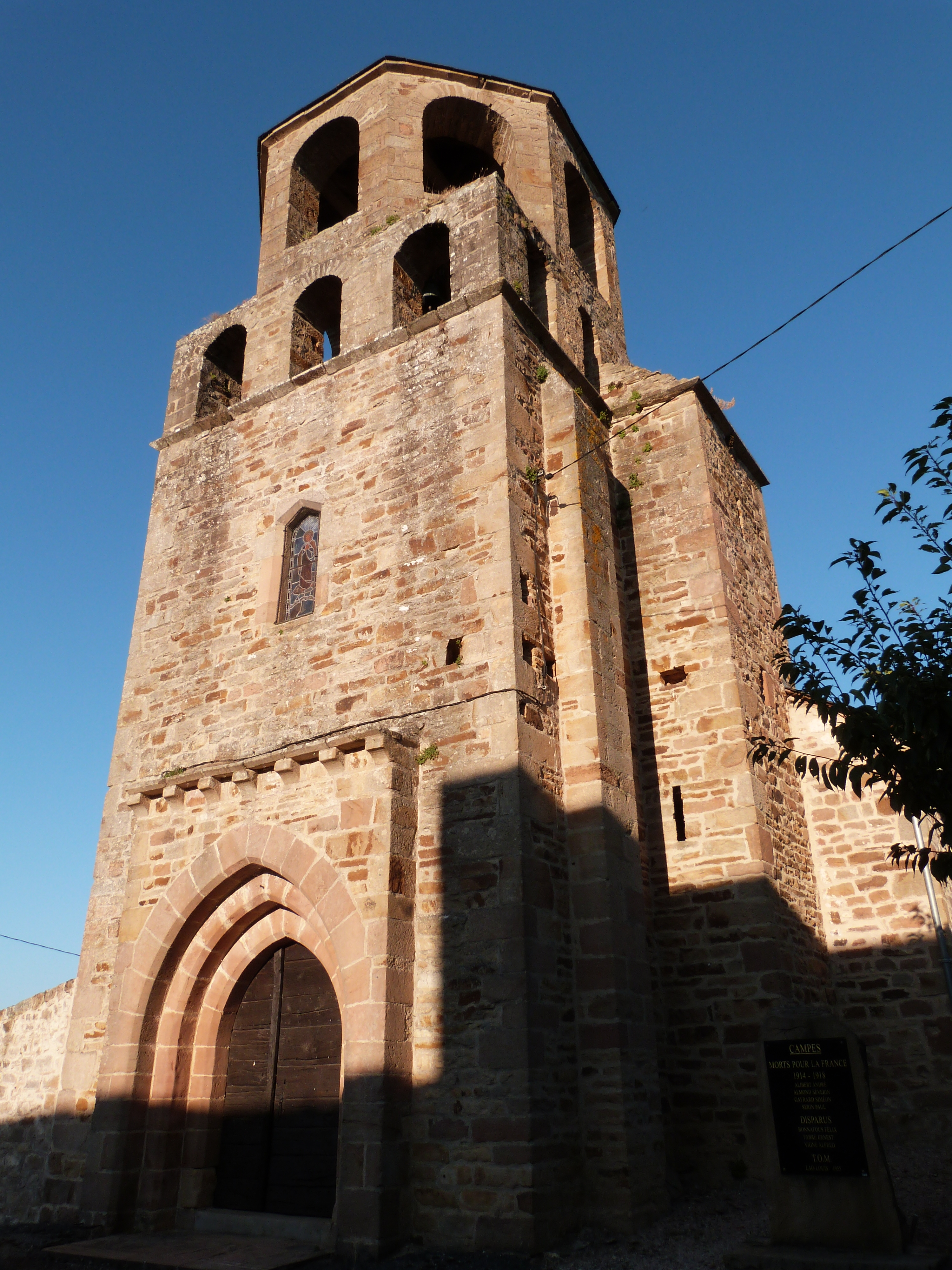
La façade occidentale de l'église de la Nativité.
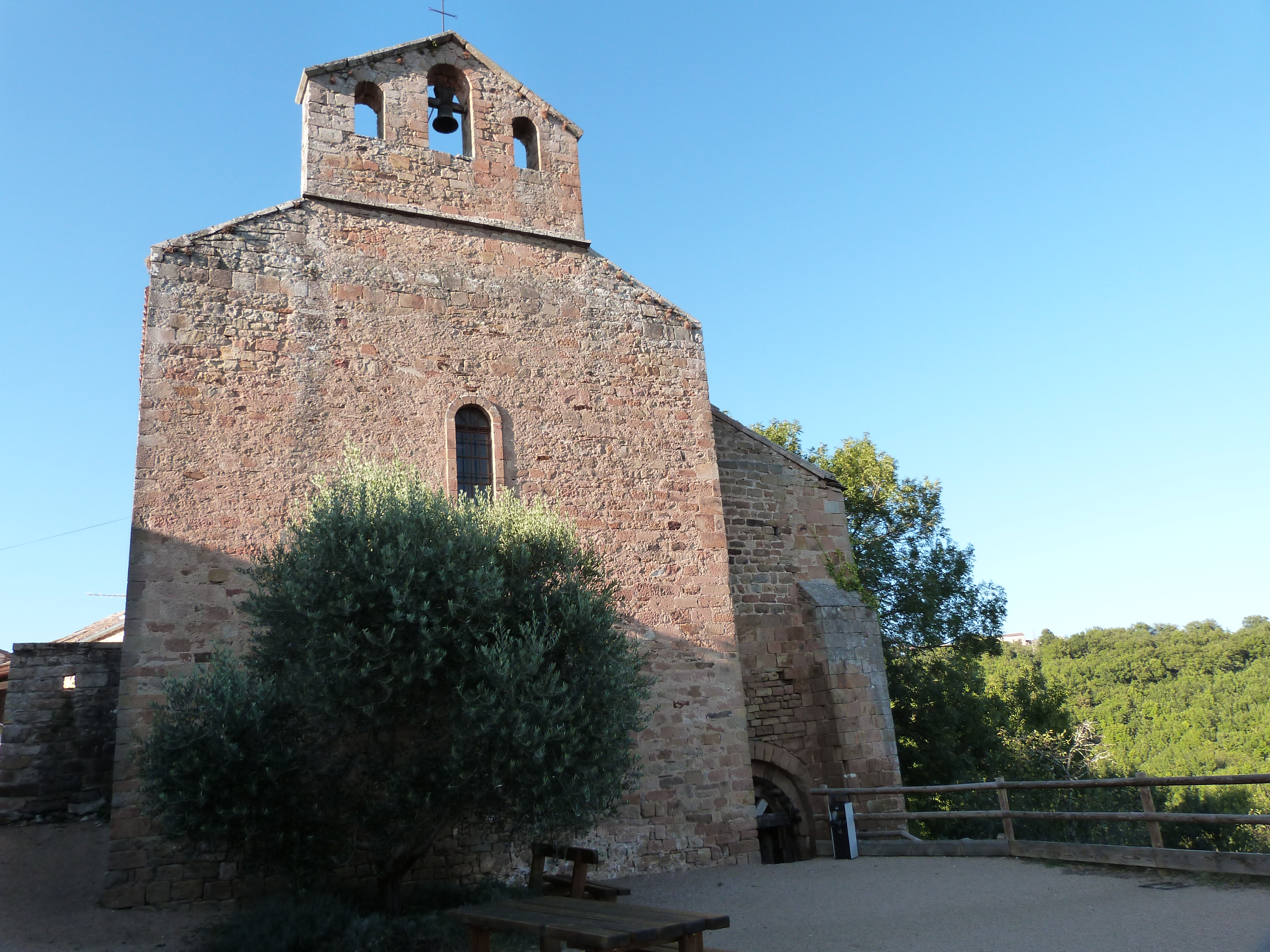
Le mur pignon de l'église Saint-Michel.